# Osini
Osini è un comune italiano di 683 abitanti della provincia dell'Ogliastra che si trova a 645 m s.l.m.

## Geografia fisica

### Territorio
Il paese di Osini si trova nella subregione barbaricina dell'Ogliastra. Il territorio comunale risulta essere in prevalenza montagnoso, privo di importanti vie di comunicazione con il resto della Sardegna. 

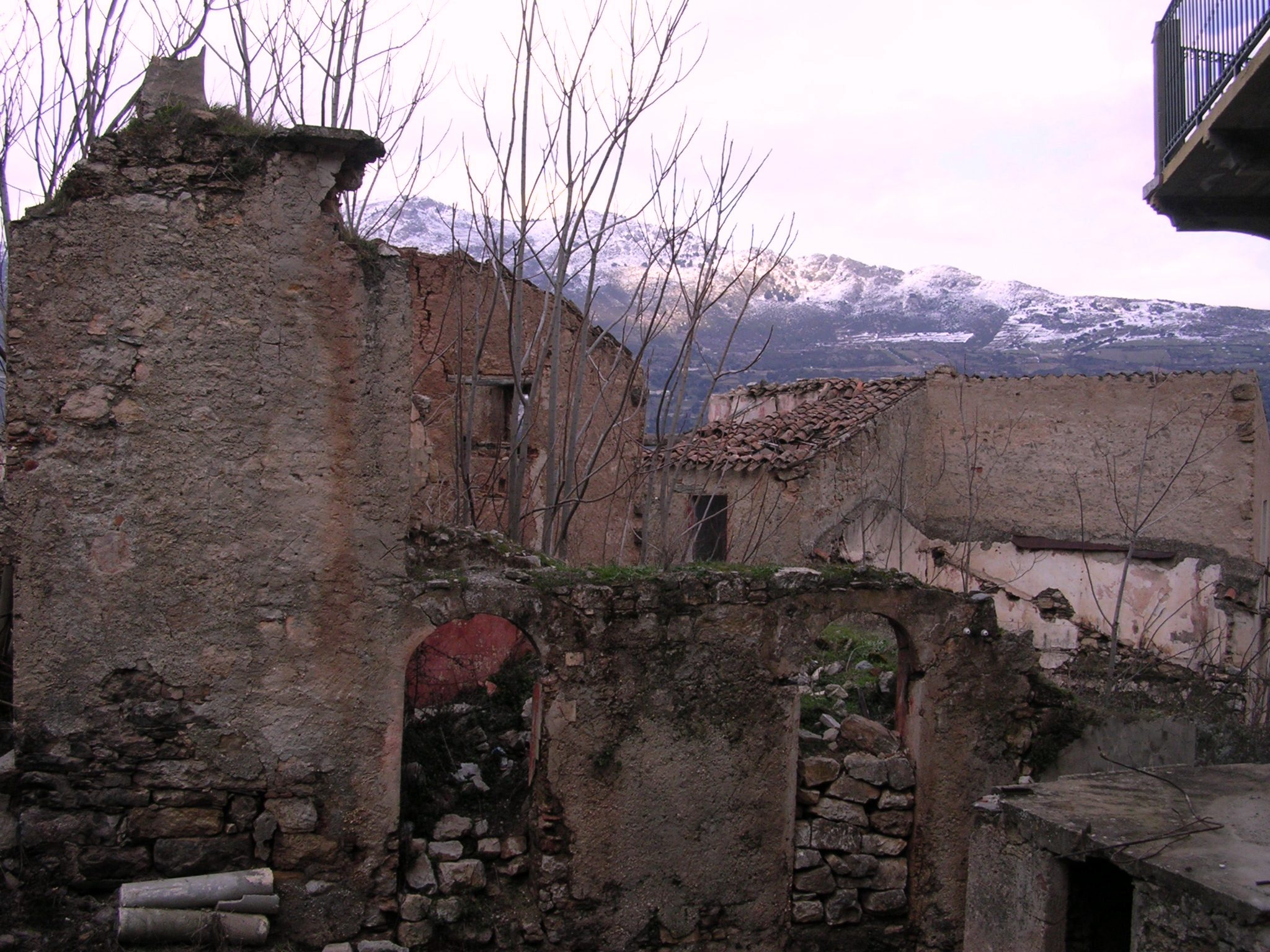
Scorcio di Osini vecchio

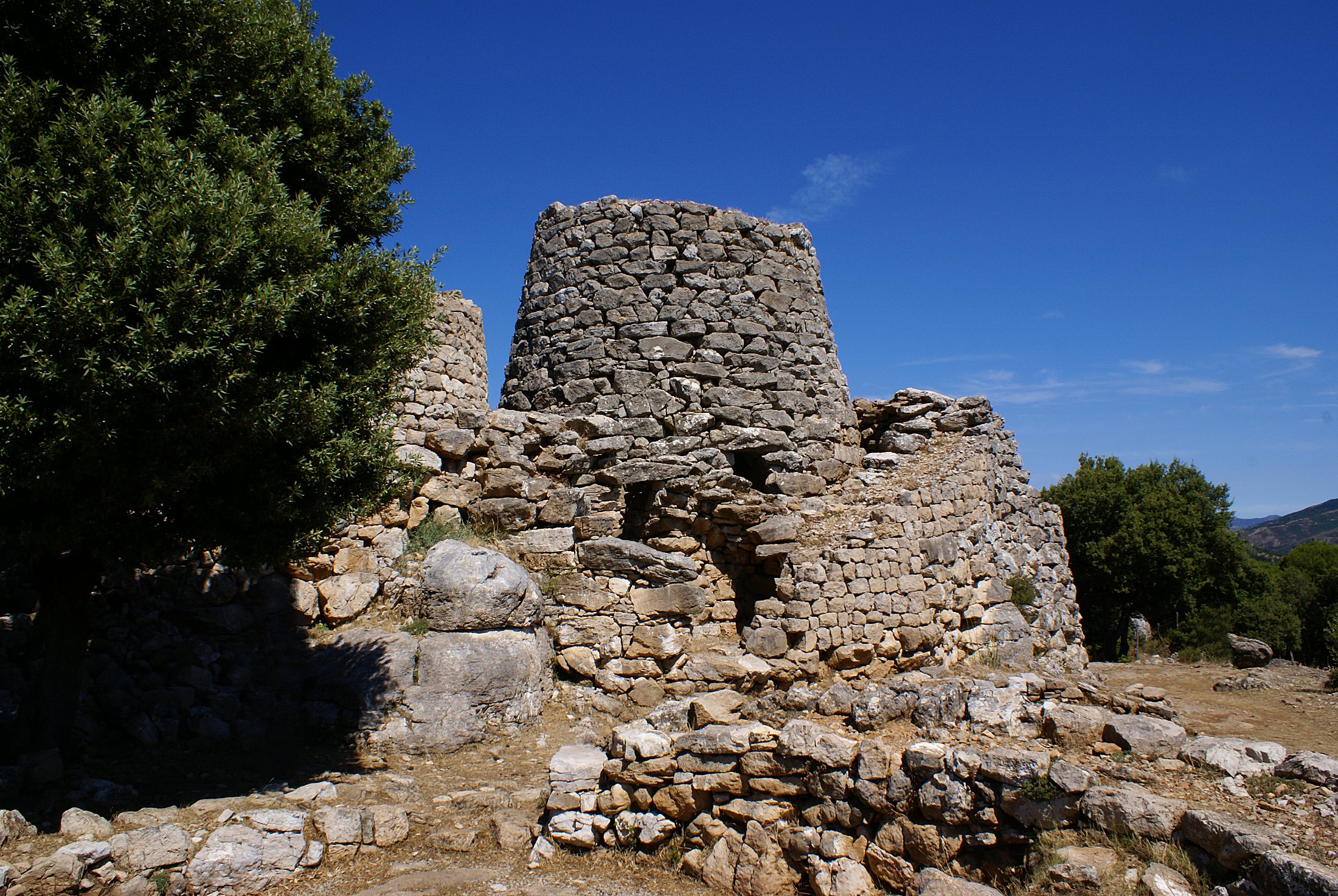
Nuraghe Serbissi

Il paese è dominato dalla lunga cresta del tacco di Osini, oltre la quale si estende un grande altopiano carsico circondato dalle varie punte esterne, la più alta delle quali, nei pressi di Gairo Taquisara (frazione del comune di Gairo), supera i 1000 m s.l.m. 
In quest'area, una foresta di lecci si alterna in alcuni tratti ai rimboschimenti più recenti.
La parte ad est del paese invece è caratterizzata dalla presenza della profonda valle del rio Pardu, coltivata in parte a uliveti e orti.

## Storia
L'area fu abitata già nel Neolitico ed in epoca nuragica per la presenza nel territorio di alcune domus de janas e di diversi nuraghi.
Fu un centro anche in età romana, per la presenza di alcuni ruderi con dei reperti archeologici.
Nel medioevo appartenne al giudicato di Cagliari e fece parte della curatoria di Coraso. La villa era protetta da un castello, costruito probabilmente dai giudici di Cagliari. Alla caduta del giudicato (1258) passò per breve tempo sotto il giudicato di Arborea. Nel 1324, fu conquistato dagli aragonesi. Nel 1363 Osini, insieme ad altre ville dell'Ogliastra, viene incorporato dal Re d'Aragona Pietro IV il cerimonioso nella contea di Quirra, data in feudo a Berengario Carroz; fu villa della contea fino al 1603, quando la contea viene trasformata in marchesato, feudo dei Centelles. Il paese venne riscattato agli Osorio de la Cueva, succeduti ai Centelles, nel 1839 con la fine del sistema feudale voluta dai Savoia.
Osini viene comunemente diviso in nuovo e vecchio abitato essendo l'attuale centro nato dopo il novembre 1951 in seguito ad un'alluvione che distrusse il vecchio abitato.
Poco rimane di Osini vecchio se non la cinquecentesca chiesa dedicata a santa Susanna(regolarmente utilizzata), la canonica, alcune case ristrutturate e numerosi ruderi.
Il nuovo abitato sorge a circa 1 km di distanza dal vecchio. Osini nuovo è quasi completamente composto da palazzine, suddivise in appartamenti; questo è dovuto alla necessità di fornire nel minor tempo possibile degli alloggi alla popolazione dopo l'alluvione.

### Simboli
Lo stemma e il gonfalone del comune di Osini sono stati concessi con decreto del presidente della Repubblica del 24 aprile 2000.
Il gonfalone è un drappo di giallo.

## Monumenti e luoghi d'interesse
Luoghi di culto
Nel territorio comunale sono presenti numerose chiese: la chiesa parrocchiale di Santa Susanna nel vecchio abitato, affiancata dall'antico cimitero e risalente al 1500, la chiesa di San Giuseppe, costruita nel 1951 al centro del nuovo abitato, la chiesa campestre di San Giorgio, la chiesa campestre della Madonna della Fede, la chiesa di Santa Lucia ed i ruderi di una dedicata a San Leonardo.

### Siti archeologici
Sono presenti nel territorio del comune diversi nuraghi e tombe dei giganti: tra questi il nuraghe di Nuraghe Serbissi che è tra i più importanti e imponenti d'Ogliastra, e quelli di Urceni, Samuccu, Orruttu, Truculu e Sanu.

### Aree naturali

#### Scala di San Giorgio

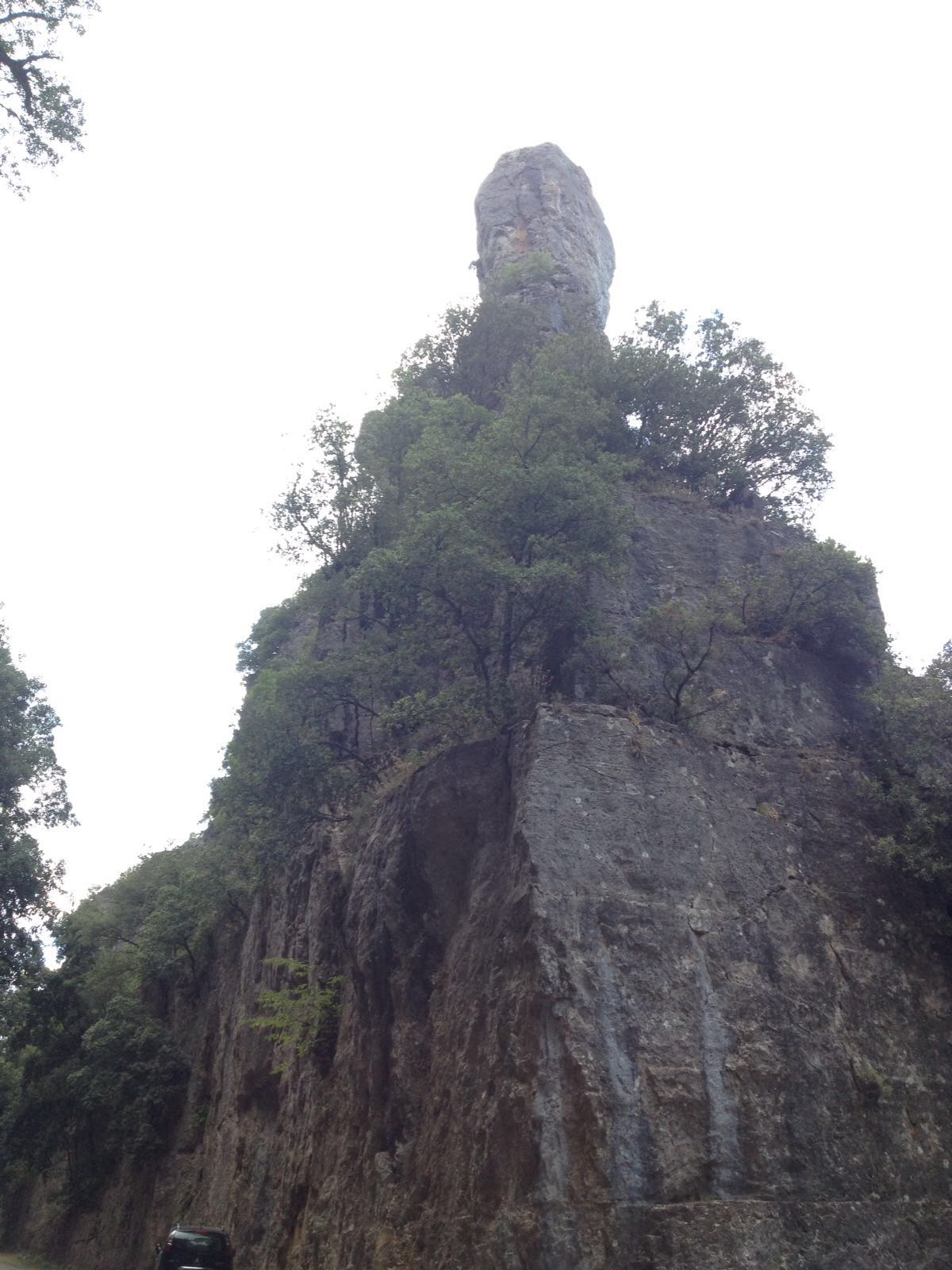
Scala di San Giorgio

Come attestato dalla prima fonte agiografica (Legenda Sanctissimi Georgii Presulis Suellinsis) scritta da Paolo nel 1117, la gola sarebbe stata aperta da un miracolo del Vescovo San Giorgio, primo titolare dell’antica Diocesi di Suelli.
In occasione di una visita pastorale a Osini, giunto ai piedi di un monte impenetrabile, pensando soprattutto ai disagi dei poveri viaggiatori, elevò una preghiera a Dio e miracolosamente nel monte si aprì uno stretto varco che rendeva più breve e facile il cammino. Il varco prese simbolicamente il suo nome per ricordarne il passaggio: la “Scala di San Giorgio”.
Nei suoi pressi, inoltre, fece scaturire una sorgente d’acqua per alleviare ulteriormente le fatiche dei viandanti.
In onore di questi miracoli, gli Osinesi edificarono, ai piedi della montagna della Scala di San Giorgio, una chiesetta campestre a lui intitolata e risalente, secondo alcuni studiosi, al 1300.

### Opere d'arte nel Paese
- 2004, Il Gioco del volo dell'oca, Maria Lai
- 2011, Dea Madre, Costantino Nivola
- 1995, Pietre Delicate e Murale di Pinuccio Sciola

## Società

### Longevità
Il Comune di Osini tra il 2024 e il 2025 ha registrato, su una popolazione di 692 abitanti, la presenza di 7 centenari viventi, alcuni di questi ultracentenari, facendo divenire il paese con gli abitanti tra i più longevi al mondo. 

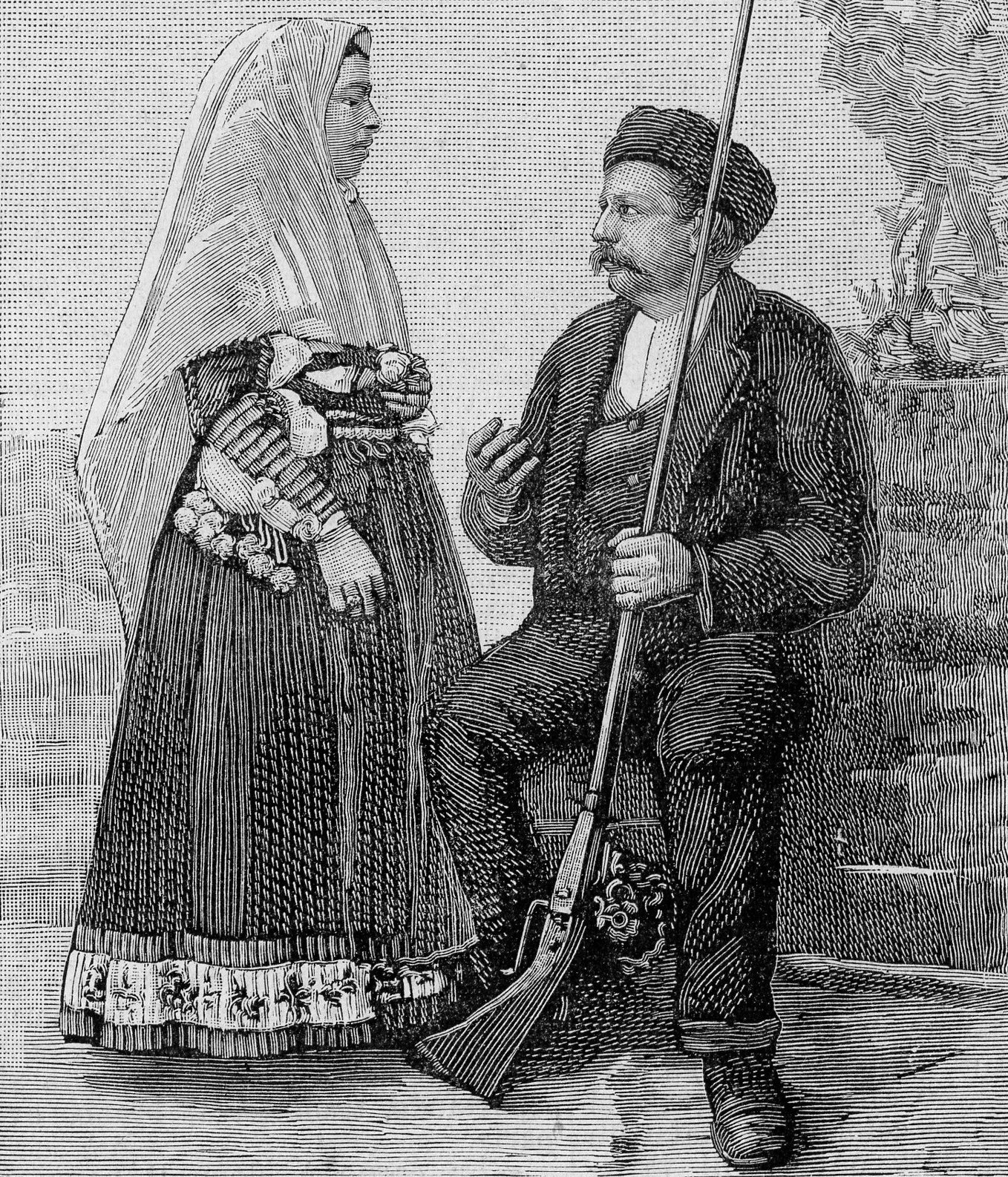
Costume di Osini (xilografia 1901)

### Evoluzione demografica
Abitanti censiti

### Lingue e dialetti
La variante del sardo parlata a Osini è il cosiddetto Barbaricino orientale.

## Cultura

### Eventi religiosi
Le feste che si svolgono ad Osini sono dedicate a: Sant'Antonio Abate (17 gennaio), San Giorgio (ultima settimana di aprile), Santa Lucia (ultima settimana di maggio), e quella patronale di Santa Susanna (11 agosto).
Sagre
La prima settimana di giugno si svolge la Sagra delle Ciliegie, manifestazione ricca di spettacoli folkloristici, eventi culturali ed occasione per apprezzare le bellezze del territorio e assaporarne i prodotti tipici.
A dicembre la manifestazione "Osini Invictus" permette di rivivere il vecchio borgo con eventi culturali e tradizionali mercatini di Natale. 

## Geografia antropica
L'attuale abitato è caratterizzato da strade ampie ed edifici recenti; mezzo km a nord, lungo la strada provinciale, si estende il vecchio centro abbandonato.
Tre sono le exclavi del comune:
- una fascia di terra posta fra le colline di Pelau e la vallata del rio Quirra (località "Bidd'e monti", "Riu Marculentu" e "Sa Tuvuda")[5], che si presenta boscosa a monte e coltivata a vigneti a valle;
- un piccolo lembo di terra fra i comuni di Jerzu e di Gairo, sul fianco sud del monte Tricoli, coltivato a uliveti in prevalenza;
- nel territorio di Quirra, sul fianco destro del fiume omonimo, scarsamente abitato e coltivato, con predominanza di macchia e di macchia-foresta.

### Tovuda Villamonti
Tuvuda o "Sa Tuvuda" è il toponimo di una località sita nel territorio comunale.
La località di "Tuvuda" o "Tovuda" è indicata in una carta dello stato piemontese del 1753 dell'Accademia Reale di Scienze, la cosiddetta carta conosciuta come "Carta degli Ingegneri Piemontesi" Le Rouge (1753),  come un paese allora ancora abitato, in corrispondenza dell'attuale località di "Bidda 'e Monti" (agro di Osini la parte confinante con le giurisdizioni di Cardedu e di Tertenia). La tradizione orale di Gairo ricorda ancora un paese chiamato "Bidda Tuvuda" (oggi sarebbe scritto Villa Tovuda"), mentre la tradizione orale di Osini lo chiama Bidda e Monti (Villamonti) termine riportato nella carta IGM 1:25.000. L'unico termine agiografico presente nel sito "Sa Tuvuda" in località "Bidda è Monti" è Gilia che potrebbe indicare che la chiesa del paese fosse dedicata a Santa Cecilia. Un altro termine agiografico limitrofo al precedente è Marcus che lascia intendere l'esistenza di una seconda chiesa del paese, probabilmente nell'agro, dedicata a San Marco. Nelle vicinanze della località di "Sa Tuvuda" era presente il castello chiamato "Casteddu de sa Rosa". Il rio che attraversa la località "Sa Tovuda" si chiama "Riu Marculentu" forse trascritto come "Arculentu" termine che potrebbe forse aver indicato il paese nel Medioevo quando apparteneva al Giudicato di Cagliari nella Curatoria di Quirra-Colostrai. L'esistenza certa del paese nel 1753 anno di pubblicazione della carta può portare a considerare possibile la sua sopravvivenza almeno fino al 1771 anno dell'istituzione dei comuni con la legge emanata dal sovrano piemontese Carlo Emanuele III, pertanto "Bidda e Monti", "Villamonti", potrebbe essere proprio il nome attribuito a "Tuvuda" come comune, che ebbe durata effimera. Nel II Volume del Casalis Angius a pagina 646 si parla di una serie di paesi ogliastrini scomparsi citati dal P.Aleo: Tenìa, Marinitu, Galana, Vindonia, Arnissa,  Ittona, Galli e altre. Il Casalis Angius (1833) non cita Bidda e Monti tra i salti di Osini cosa che lascia intendere che Osini entrò in possesso di una parte del salto di "Tuvuda" successivamente, probabilmente con un acquisto dal demanio regio costituito in genere anche dai salti appartenuti ai paesi scomparsi. Non è da escludere che appartenesse al salto di "Tuvuda" il demanio regio di "Bingionniga" in giurisdizione di Jerzu e la campagna di San Marco oggi in giurisdizione di Tertenia. La memoria orale riporta che il paese fu nell'ultima fase della sua esistenza danneggiato irreversibilmente da un'alluvione. Oggi il paese sarebbe stato denominato Tovuda Villamonti o Tuda Villamonti.
Il termine "tuvuda" o "tuda" in sardo letterario, indica una conca o una depressione.

## Amministrazione
| Periodo          | Periodo        | Primo cittadino   | Partito                          | Carica  | Note   |
| ---------------- | -------------- | ----------------- | -------------------------------- | ------- | ------ |
| 16 novembre 1997 | 26 maggio 2002 | Attilio Piras     | liste civiche di centro-sinistra | Sindaco | [ 10 ] |
| 26 maggio 2002   | 27 maggio 2007 | Attilio Piras     | liste civiche di centro-sinistra | Sindaco | [ 11 ] |
| 27 maggio 2007   | 10 giugno 2012 | Tito Loi          | lista civica                     | Sindaco | [ 12 ] |
| 10 giugno 2012   | 11 giugno 2017 | Mariangela Serrau | lista civica "Osini nel Cuore"   | Sindaco | [ 13 ] |
| 11 giugno 2017   | 13 giugno 2022 | Tito Loi          | lista civica "Rinascere Insieme" | Sindaco | [ 14 ] |
| 13 giugno 2022   | in carica      | Alfredo Cannas    | lista civica "Per Osini"         | Sindaco | [ 15 ] |